# Cañón del Chaco
El parque histórico nacional de la Cultura Chaco —Chaco Culture National Historical Park—, más conocido como Cañón del Chaco o Chaco Canyon, es un parque histórico nacional de los Estados Unidos (anteriormente monumento nacional) y Patrimonio de la Humanidad de la Unesco que alberga la más densa y excepcional concentración de pueblos en el Suroeste de Estados Unidos. El parque está ubicado al noroeste de Nuevo México, entre Albuquerque y Farmington, en un valle relativamente inaccesible cortado por el Chaco Wash. Conteniendo la mayor cantidad de ruinas antiguas al norte de México, el parque preserva una de las áreas culturales e históricas más importantes de Estados Unidos.
Entre el año 900 y 1150, Cañón del Chaco era un importante centro cultural de los anasazi. Los habitantes de la región conseguían bloques de piedra arenisca y transportaban madera desde grandes distancias, armando quince importantes complejos que continuaron siendo las construcciones más grandes en América del Norte hasta el siglo XIX. Una evidencia de la arqueoastronomía en el Chaco fue sugerida, con el petroglifo «Daga del Sol» enl butte de Fajada como un ejemplo popular. Muchas construcciones chacoanas fueron alineadas para capturar los ciclos solares y lunares, requiriendo generaciones de observaciones astronómicas y siglos de construcción experta coordinada. Se cree que el cambio climático llevó a una emigración de los chacoanos y un eventual abandono del cañón, comenzando con una sequía de 50 años en 1130.
Localizado en la árida e inhospitable región de las Cuatro Esquinas, los sitios culturales chacoanos son frágiles; temores de erupción causados por turistas llevaron a la clausura del butte de Fajada al público. Los sitios son considerados tierras de origen ancestral sagrados de los pueblos hopi, navajo y pueblo, que continúan manteniendo tradiciones orales que relatan su migración histórica del Chaco y su relación espiritual con la tierra. Mientras la preservación de parques mantiene conflictos con las creencias religiosas de los nativos, los representantes de las tribus trabajan estrechamente con el National Park Service para compartir su conocimiento y respeto a la herencia de la cultura chacoana.

## Protección
El lugar fue primero declarado el 11 de marzo de 1907, por proclamación del presidente Theodore Roosevelt, monumento nacional Cañón del Chaco (Chaco Canyon National Monument). Después, fue rebautizado como «monumento nacional de las Ruinas Aztecas» (en inglés, Aztec Ruins National Monument), con un cambio de límites, el 2 de julio de 1928). Como todas las propiedades históricas del Servicio de Parques Nacionales, ese monumento nacional fue listado administrativamente en el Registro Nacional de Lugares Históricos, tras su constitución el 15 de octubre de 1966. Se amplió nuevamente la zona y se rediseñó como parque histórico nacional el 19 de diciembre de 1980.
Las ruinas aztecas fueron añadidas a la lista de Patrimonio de la Humanidad de la Unesco, como parte del parque nacional Histórico de la Cultura Chaco, el 8 de diciembre de 1987.

## Geografía
El Cañón del Chaco está situado en la cuenca de San Juan, sobre la extensa meseta del Colorado, rodeado por las montañas Chuska en el oeste, las montañas San Juan al norte, y las montañas San Pedro en el este. Los chacoanos antiguos se apoyaban sobre los densos bosques de roble, piñón, pinus ponderosa, y juniperus para obtener madera y otros recursos. El cañón en sí, localizado en las tierras bajas limitadas por campos de dunas, cerros, y montañas, se presenta dirección casi de noroeste a sudoeste y es cercado por macizos llanos conocidos como mesas. Grandes grietas entre la parte del sudoeste los barrancos (lados del cañón conocidos como rincones) fueron decisivos en canalizar tormentas en el cañón, estimulando los niveles de precipitación locales. Los principales complejos chacoanos, como Pueblo Bonito, Nuevo Alto, y Kin Kletso, tienen elevaciones de 1890 a 1963 metros.
El suelo aluvial del cañón, que declina al noreste con una suave pendiente de 6 metros por kilómetro, está dividido por el Chaco Wash, una rambla que solo infrecuentemente lleva agua. De los acuíferos del cañón, el más grande está situado a una profundidad que les imposibilitó a los chacoanos tocar su agua subterránea; solo un poco más pequeñas y menos profundas fuentes permitían pequeñas nacientes. Una parte significante de agua del área es virtualmente inexistente excepto con el aspecto de una tormenta corriendo intermitentemente a través de las ramblas.

## Geología
Después de que el supercontinente de Pangea se dividió durante el período cretácico, la región se volvió parte de una zona de transición, entre un mar tierra adentro de poca profundidad —la Ruta Marítima Interior Occidental— y una banda de colinas bajas y llanas al oeste. Una costa arenosa y pantanosa alternó en este y oeste, alternadamente sumergiendo y destapando la porción del cañón que hoy es la meseta del Colorado (Colorado Plateau).
Como el Chaco Wash fluía en el lado más alto de lo que es ahora la meseta Chacra, cortaba sobre él, descubriendo el total del cañón por el curso de millones de años. La meseta en sí misma comprende formaciones de arenisca y pizarra que datan del Cretácico Superior, que son de la formación de Mesa Verde. Las tierras de abajo del cañón fueron después erosionadas, exponiendo el lecho de roca Menefee Shale, este fue subsecuentemente enterrado bajo 8 metros de sedimento depositado. El cañón y la meseta caen en el «Chaco Core», distinto del más ancho Chaco Plateau; es una región relativamente llana de pastizal con infrecuentes e intercalados filas de árboles. Especialmente porque la divisoria continental de las Américas está a solo 25 kilómetros al oeste del cañón, las características geológicas y diferentes patrones de desagüe diferencias estas dos regiones de ellas y de los cercanos Declive Chaco, Declive Gobernador y el valle de Chuska.

## Clima
Una región árida de arbustos alrededor de la tierra y una estepa desierta, el cañón y el baño más ancho promedian 20 centímetros de precipitaciones por año; el parque promedia 231,1 milímetros. El Cañón Chaco sobre el lado sotavento de los rangos de las extensas montañas de sur a oeste, resultando en un efecto de lluvia sombra que lleva a la predominante falta de humedad en la región. Cuatro estaciones distintas definen a la región, con caída de lluvia mayormente entre julio y septiembre; mayo y junio son los meses más secos. La precipitación orográfica, resultado de la humedad de sistemas de tormenta que ascienden los rangos de la montaña alrededor del Cañón Chaco, es responsable de la mayoría de las precipitaciones tanto en invierno como en verano; la caída de lluvia incrementa en las áreas más elevadas. Excursiones anormales ocasionales al norte de la Zona de convergencia intertropical puede traer grandes cantidades inusuales de precipitaciones en algunos años.
El área del Cañón Chaco es también caracterizada por los remarcables extremos climáticos: las temperaturas registradas están entre los -39 °C a los 39 °C, y los cambios de temperatura de más de 16 °C en un solo día no son desconocidos. La región promedia menos de 150 días sin heladas blancas por año, y el clima local puede cambiar salvajemente de años de abundante caída de lluvia a sequías extendidas. La fuerte influencia del fenómeno de El Niño en el clima del cañón contribuye a la extrema variabilidad climática.

## Flora y fauna
La flora del Cañón Chaco es típica de la encontrada en los desiertos altos de América del Norte: artemisa y varias otras especies de Cactaceae están en bosques secos de piñón y juniperus, este último principalmente en la cima de las mesetas. El cañón recibe menos precipitaciones que muchas otras partes de Nuevo México localizadas a latitudes y elevaciones similares; por lo que, no tiene los bosques templados de coníferas que abundan en áreas al este. La prevalente poca densidad de plantas y vida salvaje resonó en tiempos antiguos, cuando la sobrepoblación, cultivación expandiente, exceso de caza, destrucción del hábitat, y sequía pudo haber impulsado a los chacoanos a llenar el cañón de plantas salvajes y juego. Tal así, incluso durante los períodos húmedos, el cañón solamente fue capaz de sustentar a 2000 personas.
Las especies de mamíferos más notables del cañón incluyen el omnipresente coyote (Canis latrans); el ciervo mulo, el uapití, y el antílope también viven en el cañón, aunque son raramente encontrados por los visitantes. Importantes carnívoros más pequeños incluyen a los linces rojos, los tejones, los zorros, y dos especies de zorrinos. El parque alberga poblaciones abundantes de roedores, incluyendo varios pueblos de perritos de la pradera y pequeñas colonias de murciélagos, que están presentes durante el verano. La escasez local de agua significa que hay relativamente pocas especies de pájaros presentes; estas incluyen los correcaminos, halcones grandes (como los azores de Cooper y los cernícalos americanos), las lechuzas, los buitres, y los cuervos, aunque son menos abundantes en el cañón que en otras montañas más húmedas en el este. Considerables poblaciones de pájaros más pequeños, incluyendo a los canoros, los gorriones, y los carpodacus mexicanus, son también comunes. Tres especies de colibríes están presentes, incluyendo el diminuto, pero altamente pugnaz, selasphorus rufus; ellos compiten intensamente con los más apacibles archilochus alexandri por hábitats de crianza en arbustos localizados cerca del agua. Los crotalus oreganus son vistos ocasionalmente en las afueras, aunque varios saurios y escincos son mucho más abundantes que otros.

## Historia

Mapa mostrando la extensión de la antigua civilización Anasazi.

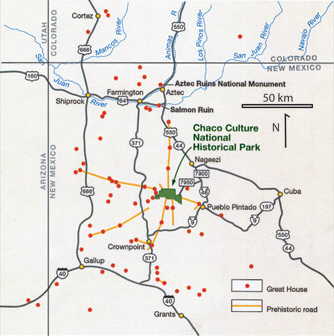
Vías prehistóricas y Casas Mayores en la cuenca del río San Juan.

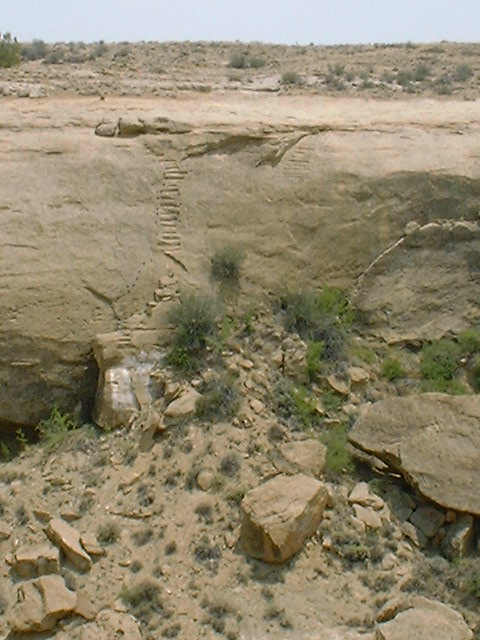
Jackson Stairs.

### Pueblos ancestrales
Los arqueólogos identifican al primer pueblo en el Baño San Juan como cazadores-recolectores designados como arcaicos; descienden de cazadores clovis nómadas que arribaron al sudoeste alrededor del años 10 000 a. C. Para aproximadamente el 900 a. C., esas personas vivían en sitios como la Caverna Atatl. El pueblo arcaico dejó muy poca evidencia de su presencia en el Cañón Chaco. Sin embargo, para aproximadamente el año 490, sus descendientes, designados como fabricadores de canastas, cultivaban continuamente en el cañón, viviendo en la aldea Shabik'eshchee y otros asentamientos subterráneos.
Una pequeña población de fabricadores de canastas permaneció en el área del Cañón Chaco y se desarrolló a través de varias instancias culturales hasta alrededor del año 800, cuando estaban construyendo complejos con forma de arco, cada uno comprendiendo de cuatro a cinco suites residenciales con kivas subterráneas, áreas muy encerradas fueron puestas para observaciones religiosas y ceremonias. Estas estructuras han sido identificadas como características de los pueblos pueblo tempranos. Para el 850, la población pueblo —también conocido como los anasazi, de un término navajo que significa «antiguo enemigo»— se expandieron rápidamente, con miembros residiendo en pueblos más grandes y densos. Hay fuerte evidencia de una industria de proceso e intercambio de turquesa que data del siglo X. Hasta este momento, la primera sección del complejo masivo Pueblo Bonito ya fue construido, comenzando con una columna curvada de 50 habitaciones cerca del actual muro del norte. 
El sistema cohesivo que caracterizó a la sociedad chacoana comenzó a desintegrarse alrededor del año 1140, quizás como consecuencia de una severa sequía de 50 años que comenzó en 1130; la inestabilidad crónica del clima, incluyendo una serie de sequías severas, que otra vez hirieron a la región entre 1250 y 1450. Otros factores incluyen los patrones de manejo de agua y la deforestación. Por ejemplo, la madera para construcción fue importada de montañas remotas, como las montañas Chuska a 80 kilómetros al oeste. Las comunidades remotas comenzaron a desaparecer y, para el final del siglo, las construcciones en el centro del cañón fueron cuidadosamente selladas y abandonadas. La evidencia arqueológica y cultural llevó a los científicos a creer que la gente de esta región migró al sur, este y oeste en los valles y drenajes del río Little Colorado, el río Puerco, y el río Bravo.

### Sucesión athabaskan
Los pueblos que hablaban númico, como los ute y los shoshone, estaban presentes en la meste del Colorado en el siglo XII. Pueblos nómadas que hablaban atapascano del sur, como los apache y los navajo sucedieron al pueblo en la región para el siglo XV; en el proceso, adquirieron costumbres y habilidades agriculturales de los chacoanos. La Nación Navajo moderna yace al oeste del Cañón Chaco, y muchos navajo (más apropiadamente conocidos como diné) viven en áreas circundantes. La llegada de los españoles en el siglo XVII inauguró una era de sometimiento y rebelión, con el área del Cañón Chaco absorbiendo refugiados puebloanos y navajos huyendo de los españoles. En sucesión, primero España (Virreinato de Nueva España), después México, y por último los Estados Unidos, lograron la soberanía sobre el cañón, y fueron lanzadas campañas militares contra el resto de los habitantes de la región.

### Excavación y protección
En 1832 el comerciante Josiah Gregg fue el primero en escribir sobre las ruinas del Cañón Chaco, refiriéndose a Pueblo Bonito como «construido con piedra arenisca fina». En 1849, un destacamento del Ejército de los Estados Unidos atravesó la zona y examinó las ruinas. La ubicación era tan remota, sin embargo, que en los siguientes 50 años el cañón fue escasamente visitado. Después de un breve reconocimiento realizado por estudiantes de la Smithsonian en los años 1870, en 1896 comenzó el trabajo arqueológico formal, a cargo de un grupo del Museo Estadounidense de Historia Natural (la Expedición Exploradora Hyde) que comenzó a excavar en Pueblo Bonito. Pasaron cinco veranos en la región, mandando más de 60 000 objetos a Nueva York y operando una serie de puestos comerciales.
En 1901 Richard Wetherill, que había trabajado para los hermanos Hyde y su expedición, reclamó, haciendo uso de la posibilidad que otorgaba a cada estadiounidense la ley de Granjas («Act Homestead») de 1862, una hacienda de 161 acres de tierra que incluía Pueblo Bonito, Pueblo del Arroyo, y Chetro Ketl. Mientras investigaba la reclamación de tierra de Wetherill, el agente federal de tierra Samuel J. Holsinger informó de las condiciones del medio físico del cañón y sobre los sitios, los notables segmentos prehistóricos y las escalinatas sobre Chetro Ketl, y documentó la existencia de diques prehistóricos y antiguos sistemas de irrigación. Su informe (que finalmente no fue publicado) recomendó encarecidamente la creación de un nuevo parque nacional para preservar el conjunto de los sitios chacoanos. Al año siguiente, Edgar Lee Hewett, que era presidente de la Universidad Normal de Nuevo México (que después se convirtió en la Universidad de la Región Montañosa de Nuevo México), realizó levantamientos cartográficos de muchos de los sitios chacoanos. El esfuerzo de Hewett y de otros ayudó a que el Congreso aprobase la ley de Antigüedades de 1906 («Antiquities Act»), que fue la primera ley estadounidense para proteger las antigüedades (la ley fue una consecuencia directa de la controversia que rondaba las actividades de Wetherill en el área del Cañón Chaco). Esa nueva ley también permitía al Presidente de los Estados Unidos establecer mediante proclamación pública monumentos nacionales. El presidente Theodore Roosevelt, haciendo uso de esa prerrogativa presidencial, proclamó el monumento nacional Cañón del Chaco el 11 de marzo de 1907. Tras ello, Wetherill renunció a su demanda de varias parcelas de tierra que tenía en el Cañón Chaco. 
En 1949, el monumento nacional Cañón del Chaco fue ampliado con tierras cedidas por la Universidad de Nuevo México. Al volver, los científicos mantenidos por la universidad investigaron derechos del área. En 1959 el Servicio de Parques Nacionales construyó un centro de visitadores del parque, casa del personal, y cámpines. Como una propiedad histórica del Servicio de Parques Nacionales, el monumento nacional fue incluido en el Registro Nacional de Lugares Históricos el 15 de octubre de 1966, en el momento de su creación. En 1971, los investigadores Robert Lister y James Judge establecieron el Chaco Center, una división para investigación cultural que funcionó como un proyecto común entre la Universidad de Nuevo México y el Servicio de Parques Nacionales. Un número de proyectos multidisciplinarios, inspecciones arqueológicas, y excavaciones limitadas comenzaron durante ese momento. El Chaco Center inspeccionó extensivamente los senderos chacoanos, caminos bien construidos irradiados del centro del cañón. Los resultados de esa investigación condujeron a Pueblo Alto y otros sitios a interpretaciones académicas aceptadas dramáticamente alteradas de la cultura chacoana y la región de las Cuatro Esquinas del Sudoeste Estadounidense.
La riqueza cultural de los restos de los yacimientos arqueológicos de la región llevó a una nueva ampliación y a la reconversión del pequeño monumento nacional. El 19 de diciembre de 1980 se estableció como parque histórico nacional («Chaco Culture National Historical Park»), y se ampliaron 53 km² al área protegida. En 1987, el parque fue designado Patrimonio de la Humanidad por la Unesco. Para salvaguardar los sitios chacoanos en tierras adyacentes del Bureau of Land Management y de la Nación navajo, el Servicio de Parques desarrolló un programa multiagencia de Sitio de Protección Arqueológica de la Cultura de Chaco. Esas iniciativas han detallado la presencia de más de 2400 sitios arqueológicos dentro de los límites actuales del parque; solo un pequeño porcentaje de ellos fueron excavados.

## Gestión

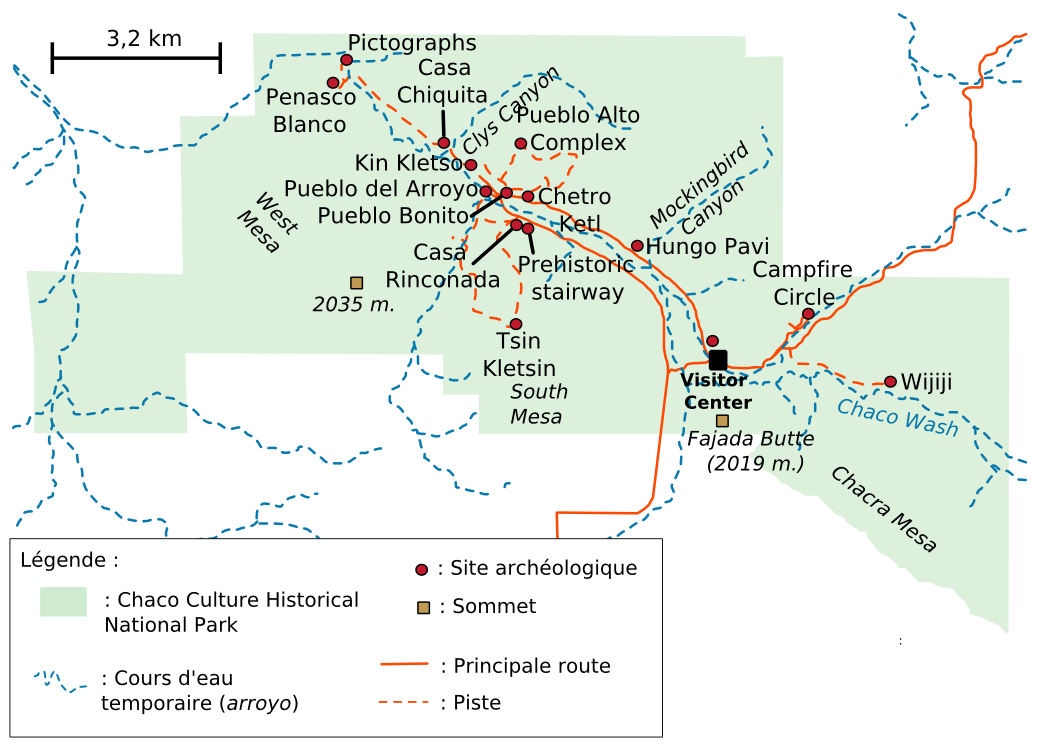
Mapa del parque nacional Histórico de la Cultura Chaco.

El Chaco Culture National Historical Park es gestionado por el National Park Service, una agencia federal dentro del Departamento del Interior. En el año fiscal 2002-03, el presupuesto anual operado por el parque fue de US$ 1 434 000. Anteriormente a las excavaciones de los años 1980, las excavaciones dentro del parque fueron intensivas, implicando el parcial desmantelamiento o demolición de muros compuestos y la extracción de miles de artefactos. Comenzando en 1981, una nueva metodología informada por las creencias tradicionales de los hopi y los pueblo llevó a las restricciones de esas excavaciones invasivas, prefiriendo en cambio métodos —incluyendo la teledetección, la investigación antropológica en las tradiciones orales indias, y dendrocronología— que dejó a los sitios chacoanos relativamente tranquilos. En esta veta, el Comité de Consulta India Chacoano-Estadounidense fue establecido en 1991 en orden de permitir a los navajos, hopi, pueblo y otros representantes indios una voz en el manejo del parque.
La actual política del parque manda la restauración parcial de sitios excavados. El «backfilling», que involucra el uso de arena para tapar sitios excavados, es una de las técnicas utilizadas. Otras iniciativas incluyen el Programa Cielo de Noche de Chaco, que busca eliminar el impacto de la contaminación lumínicia en los aclamados cielos nocturnos del parque; bajo el programa, unos 14 000 visitantes hacen uso del Observatorio Chaco (inaugurado en 1998), telescopios del parque, y programas relacionados con la astronomía. Aun así, las reliquias chacoanas fuera de los límites del parque han sido amenazadas por el desarrollo: un ejemplo fue el arrendamiento competitivo de tierras federales en la Cuenca San Juan para la minería de carbón que comenzó en 1983. Desde eso, amplios depósitos de carbón inmediatamente ocuparon el parque.

## Sitios

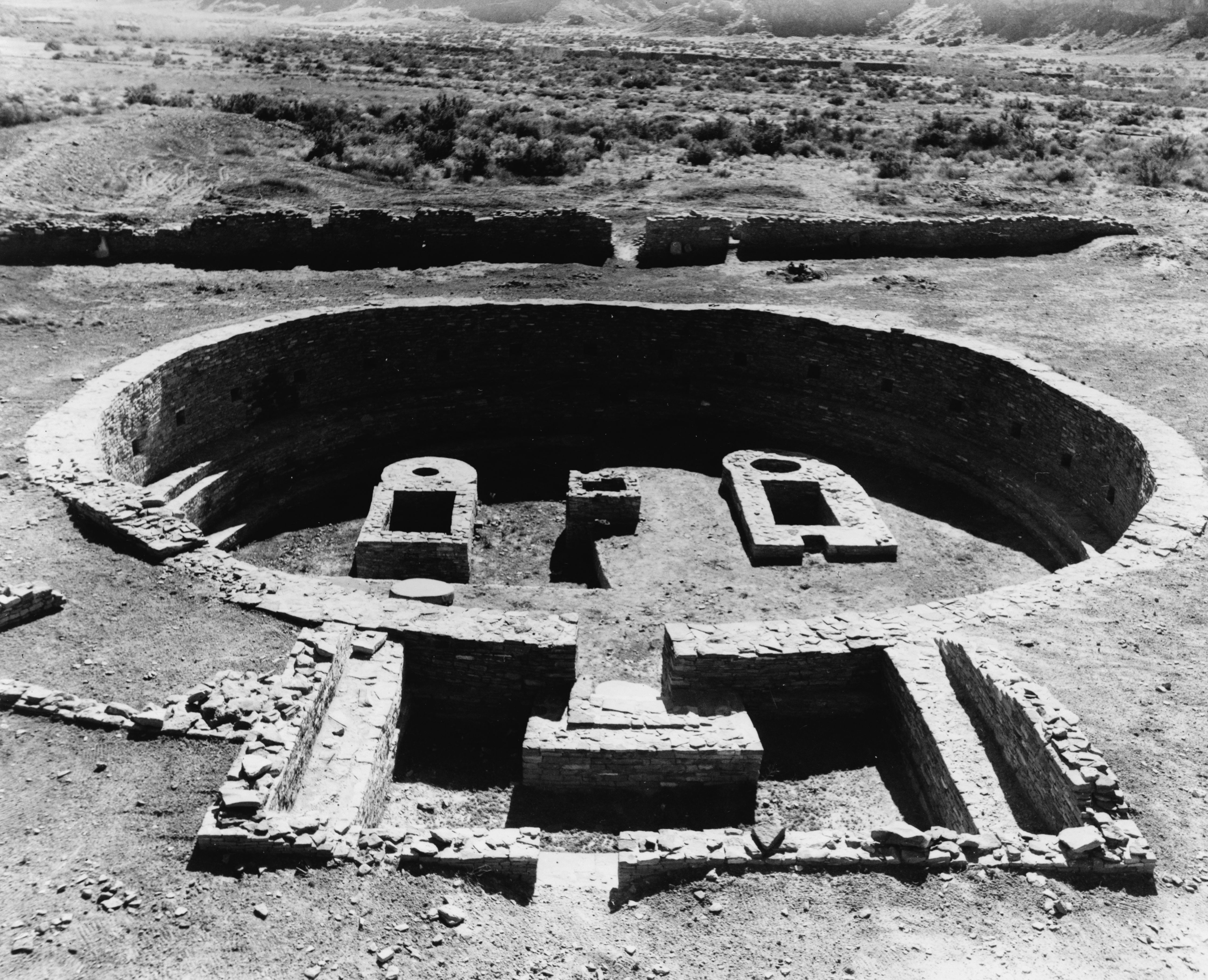
Pueblo Del Arroyo.

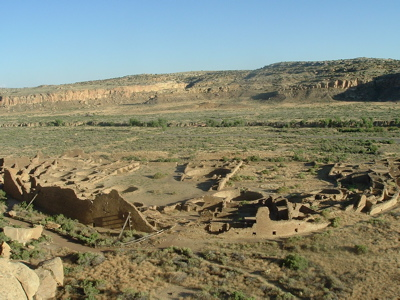
Pueblo Bonito, la mayor de las Casas Grandes del Chaco.

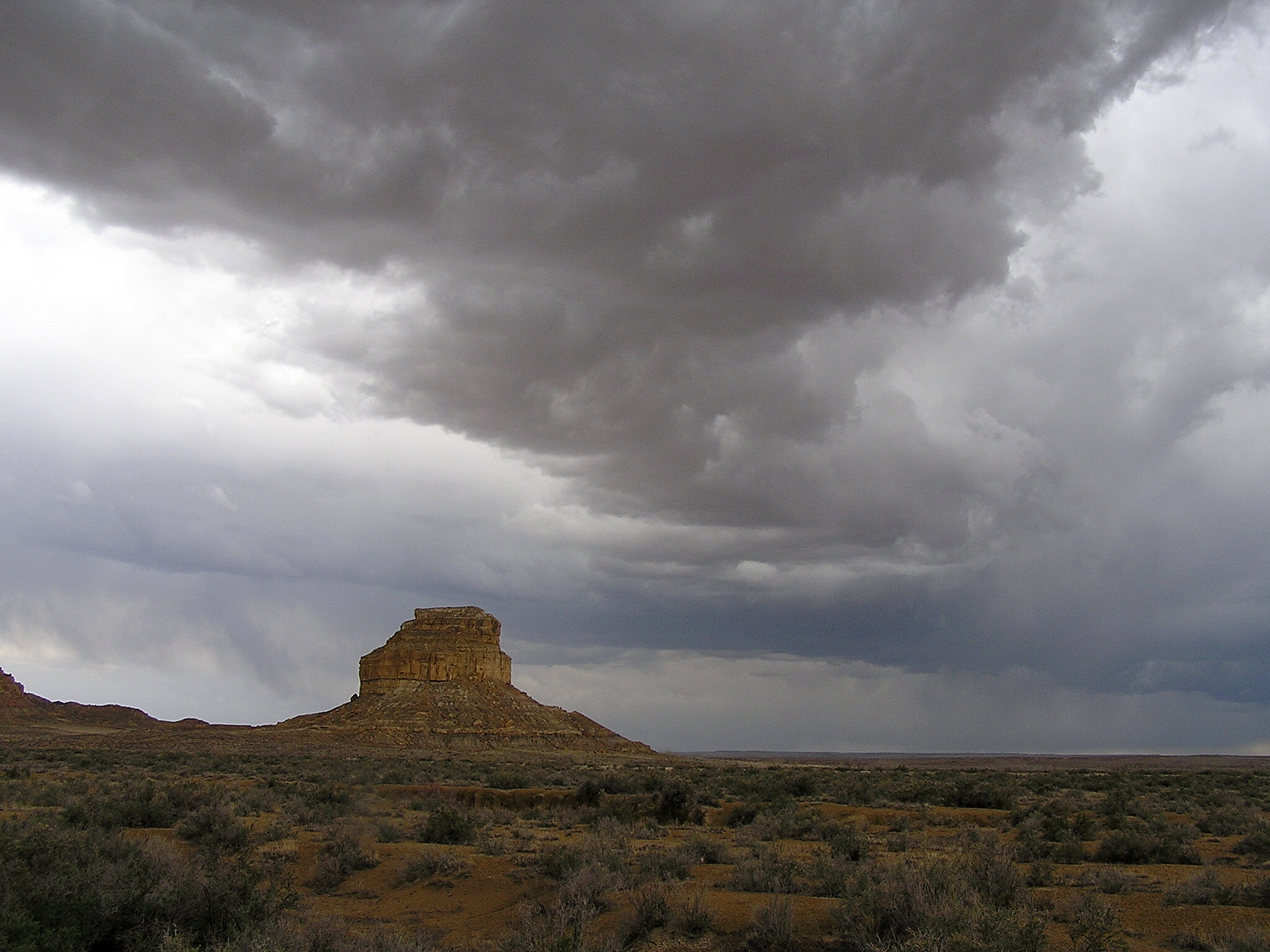
Butte de Fajada, cañón del Chaco (en verano).

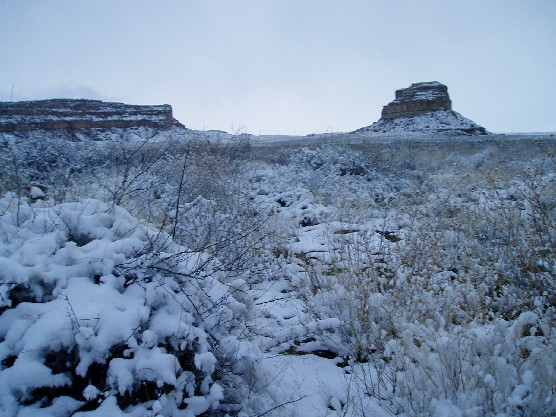
Butte de Fajada, cañón del Chaco (en invierno).

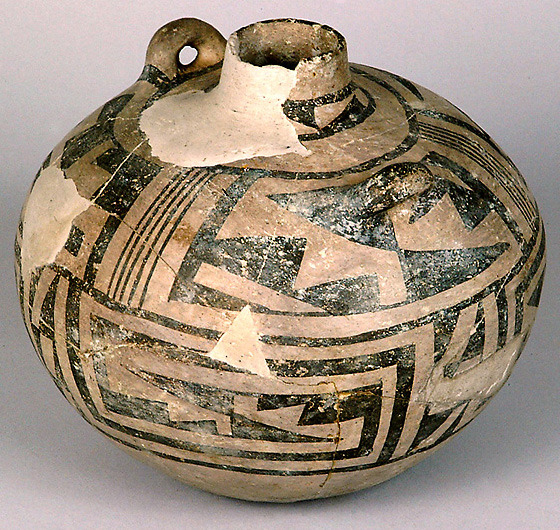
Cerámica excavada en el parque de la cultura Chaco.

Los chacoanos construyeron sus complejos a una distancia de 14 kilómetros del suelo del cañón, con las paredes de algunas estructuras alineadas cardinalmente con el ciclo de 18,6 años de mínima y máxima salida y puesta de la luna. Nueve Casas Grandes están posicionadas al lado norte del Chaco Wash, en la base de monumentales mesetas de arena. Hay otras 14 Casas Grandes, que están agrupadas debajo de acuerdo al posicionamiento geográfico con respecto al cañón.

### Cañón central
La porción central del cañón contiene los complejos chacoanos más grandes. El más estudiado es Pueblo Bonito; cubriendo casi 8.000 kilómetros cuadrados y conteniendo al menos 650 habitaciones, es las Casa Grande más grande. Pueblo Bonito está dividido en dos secciones por un muro precisamente alineado de norte a sur, dividiendo la plaza central. Un Gran Kiva fue puesto en cada lado de la pared, creando un patrón simétrico común a muchas de las Grandes Casas chacoanas, bajo finalización, era aproximadamente del tamaño del coliseo romano.
Cerca está Pueblo del Arroyo; fundado entre los años 1050 y 1075 y completado a comienzos del siglo XII, está localizado cerca de Pueblo Bonito, en una desembocadura conocida como la Brecha del Sur. Casa Rinconada, albergando un Gran Kiva y relativamente aislada de otros sitios en el Cañón Chaco, se encuentra al sur del Chaco Wash, adyacente al sendero chacoano que lleva a la puesta de escalones pronunciados que alcanzan la cima de la meseta Chacra. El kiva permanece solo, sin estructuras residenciales ni de soporte; alguna vez tuvo un pasillo de 12 metros desde el kiva subterráneo a varios niveles sobre la tierra. Chetro Ketl, situado cerca de Pueblo Bonito, tiene la forma típica de D de muchos otros complejos centrales, pero es ligeramente más pequeño. Comenzado entre los años 1020 y 1050, sus 450-550 habitaciones compartían solo un kiva. Los científicos estiman que tomó 29.135 horas de persona de construcción para edificar solamente el Chetro Ketl; Hewett estimó que requirió la madera de 5.000 árboles y 50 millones bloques de piedra.
Kin Kletso («Casa Amarilla») fue un complejo de tamaño mediano situado a 0,8 metros al oeste de Pueblo Bonito; muestra fuerte evidencia de construcción y ocupación de pueblos pueblo del norte de la Cuenca San Juan. Su forma y diseño rectangular está relacionado con el grupo cultural pueblo II, más que con el estilo de pueblo III o su variante chacoana. Contiene alrededor de 55 habitaciones, cuatro kivas de planta baja, y una torre cilíndrica de dos pisos que pudo haber funcionado como kiva o como centro religioso. Evidencia de una industria de producción obsidiana fue descubierta cerca de la aldea, la cual fue construida entre los años 1125 y 1130.
Pueblo Alto, una Casa Grande de 89 habitaciones, está situada arriba de la meseta cerca del medio del Cañón Chaco, y está a 1 kilómetro de Pueblo Bonito; comenzó entre los años 1020 y 1050. Su localización hizo a la comunidad visible para la mayoría de los habitantes de la Cuenca San Juan; por cierto, estaba a solo 3,7 kilómetros al norte de Tsin Kletsin, en el lado opuesto al cañón. La comunidad fue el centro de una industria de proceso de abalorio- y turquesa- que influenció el desarrollo de la mayoría de las aldeas en el cañón; la producción de herramientas de pedernal era también común. Una investigación encabezada por el arqueólogo Tom Windes en el sitio sugirió que solo un puñado de familias, quizás entre cinco y veinte, realmente vivieron en el complejo; esto puede implicar que el rol principal de Pueblo Alto no fue residencial. Otra Casa Grande, Nuevo Alto, fue construida en el norte de la meseta cerca de Pueblo Alto; fue fundada a fines de la década del 1100, momento en que la población chacoana estaba disminuyendo en el cañón.

### Periferia
En el norte del Cañón Chaco hay otro grupo de Casas Grandes; de las cuales la más grande es Casa Chiquita, una aldea construida en la década de 1180 cuando, en un período de grandes precipitaciones, la cultura chacoana se estaba expandiendo. Su diseño presentaba un perfil más pequeño y cuadrado; también le faltaba las plazas abiertas y kivas separadas de sus predecesores. Piedras más grandes y cuadradas fueron utilizadas en la albañilería; kivas fueron diseñadas en la tradición del norte de Mesa Verde. 3,2 kilómetros bajo el cañón está Peñasco Blanco, un edificio compuesto con forma de arco construido sobre el borde del sur del cañón en cinco etapas diferentes entre los años 900 y 1125. Una pintura del acantilado (la «Platografía Supernova») cercana puede haber registrado el avistamiento de la supernova SN 1054 el 5 de julio de 1054.
Hungo Pavi, localizada a solo 2 kilómetros de Una Vida, medía 266 metros de circunferencia. Exploraciones iniciales revelaron habitaciones de 72 plantas, con estructuras llegando a 4 pisos de alto; una kiva circular fue identificada. Kin Nahasbas (construida en el siglo IX y el siglo X) fue otra ruina importante; está situada al norte de Una Vida, posicionada al pie del norte de la meseta. Excavación limitada ha sido dirigida en esta área.
Tsin Kletzin («Lugar de Charcoal»), un complejo localizado en la meseta Chacra y posicionado sobre Casa Rinconada, está a 3,7 kilómetros al sur de Pueblo Alto, en el lado opuesto al cañón. Está cerca del Dique Weritos, una estructura masiva que según los científicos proveía a Tsin Kletzin toda su agua doméstica. El dique trabajaba reteniendo el líquido de las tormentas en un embalse. Aun así, las grandes grietas que se produjeron habrían forzado a los residente a reconstruir regularmente el dique y dragar el área de recepción de agua.
Más profundo en el cañón, Una Vida es una de las tres primeras Casas Grandes con su construcción comenzando alrededor del año 900. Comprendiendo al menos dos pisos y 124 habitaciones, comparte una forma de arco o D con la de sus contemporáneos, Peñasco Blanco y Pueblo Bonito, pero tiene una adición única de «pierna de perro» necesaria por topografía. Está situada en una de las principales desembocaduras del cañón, cerca del Baño Gallo, y fue expandida masivamente después del 930. Wijiji («arbusto»), comprende solo unas 100 habitaciones y es la Casa Grande más pequeña. Construida entre los años 1110 y 1115, fue la última Casa Grande chacoana en ser construida. Por alguna razón aislada en el baño estrecho, está posicionada a 2 kilómetros del vecino Una Vida.
Directamente al norte hay comunidades que son incluso más remotas, incluyendo las Ruinas de Salmón y las Ruinas de Aztec, que están junto al río San Juan y el río Animas, cerca de Farmington; estos fueron construidos durante un período de 30 años de sequía que comenzó en el año 1100. Directamente a 100 kilómetros al sur del Cañón Chaco, en el Gran Sendero del Sur, se encuentra otro grupo de comunidades periféricas. La más grande de ellas es Kin Nizhoni, que está a 2100 metros sobre la meseta.

## Ruinas

### Casas Grandes
Inmensos complejos conocidos como «Casas Grandes» fueron centros claves para ejemplificar los estilos arquitectónicos y los cultos chacoanos. Su característica más notable es su gran volumen; la mayoría de los complejos en el Cañón Chaco promediaban las 200 habitaciones cada uno, con algunos llegando a 700 habitaciones. Los tamaños de las habitaciones también eran considerables, con techos altos comparados con las construcciones hechas en períodos anasazi previos. También estaban bien planeados, con secciones vastas o aletas construidas en una sola instancia. Las casas están generalmente orientadas frente al sur, con las áreas de plaza casi siempre encerradas por edificios de habitaciones separadas o de paredes altas. Las construcciones predominantemente de muchas plantas a menudo tenían cuatro o cinco pisos de alto.
Estructuras ceremoniales conocidas como kivas fueron construidas en proporción al número de habitaciones en un pueblo. En promedio, una pequeña kiva era construida por cada 29 habitaciones. Nueve complejos también albergaban una Gran Kiva, que podía medir más de 19 metros de diámetro. Todas las kivas chacoanas compartían características arquitectónicas distintivas, incluyendo las puertas con forma de T y dinteles de piedra. Aunque muros y complejos simples fueron construidos, las Casas Grandes fueron principalmente construidas con paredes de mampostería, dos paredes paralelas de emplazamiento, bloques de arenisca planos delimitados con mezcla de arcilla fueron construidos. El espacio entre los muros era llenado con cascotes, que luego formaban el núcleo del muro. Los muros después eran cubiertos con una capa delgada de pequeñas piezas de arenisca.

### Uso
Los edificios meticulosamente diseñados que caracterizaron a los complejos chacoanos más grandes no emergieron hasta aproximadamente el año 1030. El pueblo chacoano combinaba diseños arquitectónicos previamente planeados, alineamientos astronómicos, geometría, panoramas, e ingeniería para crear un centro urbano antiguo de arquitectura pública única. Los investigadores concluyeron que el complejo pudo haber tenido una población residencial relativamente pequeña, con grupos más grandes agrupados solo temporalmente para eventos y ceremonias anuales. Sitios más pequeños, aparentemente con un carácter más residencial, están dispersados cerca de las Grandes Casas en y alrededor del Cañón Chaco.
Para ese tiempo, la comunidad de puebloanos ancestrales (anasazi) también experimentó un auge de la población y la construcción. A lo largo del siglo X, las técnicas de construcción chacoanas se expandieron gradualmente desde el cañón a regiones vecinas. Para el año 1115, al menos 70 pueblos periféricos con la arquitectura característica chacoana han construido dentro de los 65.000 kilómetros cuadrados que componen la Cuenca San Juan. Los investigadores debaten la función de las construcciones, algunas de las cuales son lo suficientemente grandes para ser consideradas Casas Grandes. Algunos sugieren que pudo haber habido más que comunidades agricultoras, quizás funcionando como estaciones de comercio o sitios ceremoniales.